# Peter Xaver Weber
Peter Xaver Weber (* 24. Dezember 1872 in Luzern; † 12. Januar 1947 ebenda) war ein Schweizer Archivar und Historiker.

## Leben
Er besuchte Gymnasien in Luzern und Einsiedeln. Er studierte Theologie und Geschichte in Innsbruck und Freiburg im Üechtland. 1898 trat er unter Theodor von Liebenau als Gehilfe in den Dienst des Staatsarchivs Luzern. 1907 wurde er Stellvertreter, 1914 Nachfolger Liebenaus als Staatsarchivar. Er begründete im Archiv die Luzerner Wappensammlung. Ende 1940 trat Weber wegen Erreichung der Altersgrenze von seinem Amt zurück. 
Weber war von 1922 bis 1943 Präsident des Historischen Vereins der fünf Orte und Schriftleiter des Geschichtsfreunds. Zudem stand er von 1919 bis 1927 der Historisch-Antiquarischen Gesellschaft Luzerns als Präsident vor. 1931 wurde er zum Ehrendoktor der Universität Freiburg ernannt.

## Schriften (Auswahl)
- Rüstungs- und Waffenschmiede im alten Luzern. Stans 1928, OCLC 82590197.
- Aus der Geschichte des Luzerner Weinmarktplatzes. Luzern 1928, OCLC 72380851.
- Über Geschichte und Bedeutung des Klosters St. Urban. Luzern 1932, OCLC 72380849.
- Die Luzerner Safranzunft. Geschichtlicher Abriß. Luzern 1942, OCLC 250545716.